# Moonwalk (livro)
Moonwalker (bra:Moonwalk, a autobiografia de Michael Jackson) é a autobiografia do cantor Michael Jackson. O livro foi lançado em 1988, quando Michael tinha 29 anos. O livro foi relançado pela Doubleday  em 13 de outubro de 2009, após a morte de Jackson em 25 de junho de 2009, com um novo prefácio do fundador da Motown, Berry Gordy.
Em 16 de maio de 2022, foi anunciado que a versão em português do livro seria vendida pela editora Estética Torta.

## Narrativa
No livro, ele fala sobre experiências que passou desde o início dos Jackson 5, grupo o qual ele participou até 1984, embora não se lembre muito dessa época, até o lançamento do disco Bad.
MIchael também fala brevemente sobre suas namoradas da época, entre elas Brooke Shields e Tatum O'Neal. Conta sobre a rigidez do pai, Joseph Jackson, e seu relacionamento com seus irmãos Jackie Jackson, Tito Jackson, Jermaine Jackson, Marlon Jackson, Randy Jackson, Janet Jackson, Rebbie Jackson e LaToya Jackson, além da mãe, Katherine Jackson.

## Recepção
Moonwalk  estreou como número um nas listas de best-sellers do jornal britânico The Times e do Los Angeles Times. Alcançando o número dois em sua primeira semana na Sellers do The New York Times  lista de Best, Moonwalk alcançou o número um na semana seguinte. Poucos meses após seu lançamento, Moonwalk vendeu 450.000 cópias em quatorze países.
Ken Tucker, do The New York Times, afirmou que se o livro tivesse sido escrito por qualquer outra pessoa, seria descartado como "um documento assiduamente não revelador e frequentemente tedioso". No entanto, acrescenta que “são precisamente estas as qualidades que o tornam fascinante”.